# لوك فورد (كاتب)
لوك فورد (بالإنجليزية: Luke Ford)‏ هو مدون وصحفي وكاتب أسترالي، ولد في 28 مايو 1966 في Kurri Kurri, New South Wales ‏ في أستراليا.

## وصلات خارجية
- الموقع الرسمي
- لوك فورد على موقع IMDb (الإنجليزية)
- لوك فورد على موقع إن إن دي بي (الإنجليزية)
- لوك فورد على موقع قاعدة بيانات الفيلم (الإنجليزية)
- لوك فورد على موقع كينوبويسك (الروسية)